# Kölleda
Kölleda (do 1927 Cölleda) – miasto w Niemczech, w kraju związkowym Turyngia, w powiecie Sömmerda, siedziba wspólnoty administracyjnej Kölleda, do której miasto od 1 stycznia 2021 nie należy. W 2009 liczyło 5 526 mieszkańców. 
31 grudnia 2012 do miasta przyłączono gminę Großmonra, która stała się jego dzielnicą. 1 stycznia 2019 natomiast do miasta przyłączono gminę Beichlingen.

## Współpraca
Miejscowość partnerska:
- Hochheim am Main. Hesja